# جون كليمنت
جون كليمنت هو سياسي كندي، ولد في 28 أغسطس 1928 في نياجارا فولز في كندا، وتوفي بنفس المكان في 24 يونيو 2014. حزبياً، نشط في حزب أونتاريو المحافظ التقدمي. وقد انتخب عضو برلمان مقاطعة أونتاريو.